# 이비가와정립 오시마 소학교
이비가와정립 오시마 소학교(揖斐川町立小島小学校)는 일본 기후현 이비가와정립 소학교이다.